# Elassoma
Elassoma is een geslacht van straalvinnige vissen uit de familie van de dwergzonnebaarzen (Elassomatidae).

## Soorten
- Elassoma alabamae Mayden, 1993
- Elassoma boehlkei Rohde & Arndt, 1987
- Elassoma evergladei Jordan, 1884
- Elassoma gilberti Snelson, Krabbenhoft & Quattro, 2009
- Elassoma okatie Rohde & Arndt, 1987
- Elassoma okefenokee Böhlke, 1956
- Elassoma zonatum Jordan, 1877